# Парусиновый нырок
Парусиновый ныро́к (лат. Aythya valisineria) — крупная нырковая утка, распространённая в Северной Америке.

## Описание
Длина тела 48—56 см, масса 0,862—1,6 кг; размах крыльев 79—89 см. Крупнейший представитель рода Aythya.
Взрослый самец имеет клюв чёрного цвета, каштаново-красную шею и голову, а также чёрную грудь. Спина сероватая, хвост тёмно-коричневый. Радужка ярко-красного цвета в брачном наряде, и бледная вне его. Взрослая самка с светло-коричневой головой и шеей, переходящими в более тёмно-коричневую грудь и живот.

## Ареал
Вид обитает в прериях Северной Америки. В гнездовой период населяет разнообразные внутренние водоёмы. Важным районом размножения являются субарктическая дельта реки Саскачеван и внутренняя часть Аляски. На территории России зарегистрирован залёт вида на Чукотку.

## Биология
Гнездо крупное и громоздкое, строится из водной растительности и выстилается пухом. Часто яйца откладывает в гнезда других нырков рода Aythya. В кладке обычно 5—11 зеленовато-серых яиц.